# Human Nature (Band)
Human Nature ist eine Boygroup aus New South Wales, Australien, die seit Mitte der 1990er Jahre erfolgreich ist. Mit den Singles Tellin’ Everybody, Wishes und Every Time You Cry gelang 1997 und 1998 der Einzug in die deutsche Hitparade.

## Bandgeschichte
Andrew und Michael Tierney lernten Phillip Burton und Toby Allen während ihrer Zeit auf einer landwirtschaftlichen High School in New South Wales kennen und gründeten 1989 die erste gemeinsame Band namens 4Trax. Es folgten Auftritte in den Clubs von Sydney. Für die Liveshow bekam das Quartett seine ersten drei Auszeichnungen. Nun schickten die Musiker Demotapes an verschiedene Plattenfirmen. Anfang der 1990er Jahre unterschrieben sie einen Plattenvertrag und änderten den Bandnamen in Human Nature.
1996 erschien die Debütsingle You Got It (Goin’ On). Das erste Album Telling Everybody wurde in Australien dreimal mit Platin ausgezeichnet, die ausgekoppelten Singles verkauften sich dort auch sehr gut. Dieser Erfolg ermöglichte der Band, die inzwischen mit den Backstreet Boys und ’N Sync verglichen wurde, Auftritte als Vorgruppe auf den Tourneen von Michael Jackson und Céline Dion. Zusammen mit John Farnham veröffentlichte Human Nature 1998 die Single Every Time You Cry, die in Down Under zu einem der Top-Hits des Jahres wurde.
Counting Down hieß das 1999er Album von Human Nature, das unter Mitwirkung von mit internationalen Songwritern in Sydney, Los Angeles und London entstanden war. Durch Auftritte in einer Version von Grease und die Teilnahme an einer Allstar-Tour mit Beatles-Songs, die von George Martin initiiert wurde, reifte die Teenie-Gruppe zu einer erwachsenen Band. Bis heute erschienen diverse weitere Alben und Singles, mit denen Human Nature hauptsächlich in der Heimat erfolgreich war.
Bei der Eröffnungsfeier der Olympischen Sommerspiele 2000 in Sydney sangen Human Nature und Julie Anthony die australische Nationalhymne.
Seit 2009 hatte Human Nature ein Arrangement im nach ihnen benannten, eigenen Theater im Imperial Palace in Las Vegas. Dreieinhalb Jahre dauerte dieses Gastspiel mit dem Titel Smokey Robinson presents: Human Nature – The Ultimate Celebration of the Motown Sound und endete Ende November 2012.
2019 wurden die vier Bandmitglieder mit der Medaille des Order of Australia ausgezeichnet. Außerdem wurden sie im selben Jahr in die ARIA Hall of Fame aufgenommen.

## Diskografie

### Studioalben
| Jahr | Titel                                          | Höchstplatzierung, Gesamtwochen, AuszeichnungChartplatzierungen (Jahr, Titel, Platzierungen, Wochen, Auszeichnungen, Anmerkungen) | Höchstplatzierung, Gesamtwochen, AuszeichnungChartplatzierungen (Jahr, Titel, Platzierungen, Wochen, Auszeichnungen, Anmerkungen) | Höchstplatzierung, Gesamtwochen, AuszeichnungChartplatzierungen (Jahr, Titel, Platzierungen, Wochen, Auszeichnungen, Anmerkungen) | Anmerkungen |
| Jahr | Titel                                          | DE | UK | AU | Anmerkungen |
| ---- | ---------------------------------------------- | --- | --- | --- | --- |
| 1996 | Telling Everybody                              | DE82 (1 Wo.)DE | — | AU7 ×4Vierfachplatin · (64 Wo.)AU                                                                                                 | Erstveröffentlichung: Dezember 1996 Produzenten: Andrew Klippel, Paul Begaud                                        |
| 1999 | Counting Down                                  | — | — | AU1 Platin · (26 Wo.)AU | Erstveröffentlichung: Mai 1999 Produzenten: Andrew Klippel, Paul Begaud                                             |
| 2000 | Human Nature                                   | — | — | AU7 Platin · (10 Wo.)AU | Erstveröffentlichung: Dezember 2000 Produzenten: Paul Begaud, Steelworks                                            |
| 2004 | Walk the Tightrope                             | — | — | AU12 Gold · (7 Wo.)AU | Doppelalbum, Erstveröffentlichung: Mai 2004 Produzenten: Andrew Tierney, Bryon Jones, Human Nature, Michael Tierney |
| 2005 | Reach Out: The Motown Record                   | — | — | AU1 ×6Sechsfachplatin · (56 Wo.)AU                                                                                                | Erstveröffentlichung: November 2005 Produzent: Paul Wiltshire                                                       |
| 2006 | Dancing in the Streets: The Songs of Motown II | — | — | AU1 ×4Vierfachplatin · (31 Wo.)AU                                                                                                 | Erstveröffentlichung: Oktober 2006 Produzent: Paul Wiltshire                                                        |
| 2007 | Get Ready                                      | — | — | AU2 Platin · (9 Wo.)AU | Erstveröffentlichung: November 2007 Produzent: Paul Wiltshire                                                       |
| 2010 | Vegas: Songs from Sin City                     | — | — | AU21 Gold · (7 Wo.)AU | Erstveröffentlichung: November 2010 Produzent: Harvey Mason Jr                                                      |
| 2013 | The Christmas Album                            | — | — | AU4 ×2Doppelplatin · (44 Wo.)AU                                                                                                   | Erstveröffentlichung: November 2013 Produzenten: Human Nature, Damon Thomas, Harvey Mason Jr.                       |
| 2014 | Jukebox                                        | — | — | AU2 ×2Doppelplatin · (25 Wo.)AU                                                                                                   | Erstveröffentlichung: Oktober 2014 Produzent: Dave Pierce                                                           |
| 2016 | Gimme Some Lovin’: Jukebox Vol II              | — | — | AU1 Gold · (31 Wo.)AU | Erstveröffentlichung: 22. Juli 2016                                                                                 |
| 2018 | Romance of the Jukebox                         | — | — | AU2 (5 Wo.)AU | Erstveröffentlichung: 17. August 2018                                                                               |

### Kompilationen
| Jahr | Titel                                     | Höchstplatzierung, Gesamtwochen, AuszeichnungChartplatzierungen (Jahr, Titel, Platzierungen, Wochen, Auszeichnungen, Anmerkungen) | Höchstplatzierung, Gesamtwochen, AuszeichnungChartplatzierungen (Jahr, Titel, Platzierungen, Wochen, Auszeichnungen, Anmerkungen) | Höchstplatzierung, Gesamtwochen, AuszeichnungChartplatzierungen (Jahr, Titel, Platzierungen, Wochen, Auszeichnungen, Anmerkungen) | Anmerkungen                                           |
| Jahr | Titel                                     | DE | UK | AU | Anmerkungen                                           |
| ---- | ----------------------------------------- | --- | --- | --- | ----------------------------------------------------- |
| 2001 | Here and Now: The Best of Human Nature    | — | — | AU11 Platin · (9 Wo.)AU | Erstveröffentlichung: November 2001                   |
| 2008 | The Motor City Collection                 | — | — | AU18 (3 Wo.)AU | Box mit 3 CDs + DVD; Erstveröffentlichung: April 2008 |
| 2008 | A Symphony of Hits                        | — | — | AU10 Platin · (13 Wo.)AU | Erstveröffentlichung: November 2008                   |
| 2019 | Still Telling Everybody: 30 Years of Hits | — | — | AU3 (6 Wo.)AU | Erstveröffentlichung: November 2019                   |

### Singles
| Jahr | Titel Album                                               | Höchstplatzierung, Gesamtwochen, AuszeichnungChartplatzierungen (Jahr, Titel, Album, Platzierungen, Wochen, Auszeichnungen, Anmerkungen) | Höchstplatzierung, Gesamtwochen, AuszeichnungChartplatzierungen (Jahr, Titel, Album, Platzierungen, Wochen, Auszeichnungen, Anmerkungen) | Höchstplatzierung, Gesamtwochen, AuszeichnungChartplatzierungen (Jahr, Titel, Album, Platzierungen, Wochen, Auszeichnungen, Anmerkungen) | Anmerkungen |
| Jahr | Titel Album                                               | DE | UK | AU | Anmerkungen |
| ---- | --------------------------------------------------------- | --- | --- | --- | --- |
| 1996 | Got It Goin’ On Telling Everybody                         | — | — | AU19 (10 Wo.)AU | Erstveröffentlichung: März 1996 Autoren: Paul Begaud, Michael Tierney, Andrew Tierney                                                                 |
| 1996 | Tellin’ Everybody Telling Everybody                       | DE82 (8 Wo.)DE | — | AU30 (6 Wo.)AU | Erstveröffentlichung: Juli 1996 Autoren: Paul Begaud, Michael Tierney, Andrew Tierney                                                                 |
| 1996 | Wishes Telling Everybody                                  | DE68 (9 Wo.)DE | UK44 (2 Wo.)UK | AU6 Platin · (20 Wo.)AU | Erstveröffentlichung: Oktober 1996 Autoren: Alan Glass, Andrew Klippel                                                                                |
| 1997 | Don’t Say Goodbye Telling Everybody                       | — | — | AU8 Gold · (18 Wo.)AU | Erstveröffentlichung: März 1997 Autoren: Paul Begaud, Michael Tierney, Andrew Tierney                                                                 |
| 1997 | Whisper Your Name Telling Everybody                       | — | UK53 (2 Wo.)UK | AU18 (10 Wo.)AU | Erstveröffentlichung: Juli 1997 Autoren: Paul Begaud, Michael Tierney, Andrew Tierney                                                                 |
| 1997 | Everytime You Cry Counting Down                           | DE84 (9 Wo.)DE | — | AU3 (15 Wo.)AU | Erstveröffentlichung: September 1997 mit John Farnham Autoren: Gregg Sutton, Shelly Peiken                                                            |
| 1997 | People Get Ready Telling Everybody                        | — | — | AU35 (8 Wo.)AU | Erstveröffentlichung: Dezember 1997 Autor: Curtis Mayfield Original: The Impressions, 1965                                                            |
| 1998 | Cruel Counting Down                                       | — | — | AU14 Gold · (12 Wo.)AU | Erstveröffentlichung: September 1998 Autoren: Andrew Klippel, Sheppard Solomon                                                                        |
| 1999 | Last to Know Counting Down                                | — | — | AU11 Gold · (12 Wo.)AU | Erstveröffentlichung: März 1999 Dane DeViller, Sean Hosein, Steve Kipner Original: Color Me Badd, 1996                                                |
| 1999 | Don’t Cry Counting Down                                   | — | — | AU5 Gold · (9 Wo.)AU | Erstveröffentlichung: Juli 1999 Autoren: Alan Glass, Andrew Klippel                                                                                   |
| 1999 | Eternal Flame Counting Down                               | — | — | AU8 Gold · (15 Wo.)AU | Erstveröffentlichung: Oktober 1999 Autoren: Billy Steinberg, Thomas Kelly, Susanna Hoffs Original: The Bangles, 1988                                  |
| 2000 | Be There with You Counting Down                           | — | — | AU40 (2 Wo.)AU | Erstveröffentlichung: März 2000 Autoren: Paul Begaud, Michael Tierney, Andrew Tierney                                                                 |
| 2000 | He Don’t Love You Human Nature                            | — | UK18 (7 Wo.)UK | AU4 Platin · (15 Wo.)AU | Erstveröffentlichung: November 2000 Autoren: Steve Mac, Wayne Hector                                                                                  |
| 2001 | When We Were Young Human Nature                           | — | UK43 (2 Wo.)UK | AU21 (8 Wo.)AU | Erstveröffentlichung: März 2001 Autoren: Michael Tierney, Andrew Tierney, Eliot Kennedy, Mike Percy, Phil Burton, Tim Lever, Tim Woodcock, Toby Allen |
| 2001 | Don’t Come Back Human Nature                              | — | — | AU46 (1 Wo.)AU | Erstveröffentlichung: Juli 2001 Autoren: Paul Begaud, Michael Tierney, Andrew Tierney                                                                 |
| 2001 | Always Be with You Here and Now: The Best of Human Nature | — | — | AU29 (2 Wo.)AU | Erstveröffentlichung: November 2001 Autoren: Michael Tierney, Andrew Tierney, Kevin Spencer, Leon Sylvers III                                         |
| 2004 | When You Say You Love Me Walk the Tightrope               | — | — | AU7 Gold · (14 Wo.)AU | Erstveröffentlichung: April 2004 Autoren: Darren Hayes, Rick Nowels Original: Clay Aiken, 2003                                                        |
| 2004 | Guilty Walk the Tightrope                                 | — | — | AU33 (1 Wo.)AU | Erstveröffentlichung: August 2004 Autoren: Maurice Gibb, Robin Gibb, Barry Gibb Original: Barbra Streisand & Barry Gibb, 1980                         |
| 2004 | Twelve Days of Christmas –                                | — | — | AU26 (4 Wo.)AU | Erstveröffentlichung: November 2004 mit Dreamtime Christmas All-Stars traditionelles Weihnachtslied, 1780                                             |

Weitere Singles
- 2009: A New Life / Christmas Flow EP

### Videoalben
- 2010: Reach Out: Live at the Capitol (AU: ×2Doppelplatin )

## Auszeichnungen für Musikverkäufe
| Goldene Schallplatte - Neuseeland - 2007: für das Album Reach Out: The Motown Record |

Anmerkung: Auszeichnungen in Ländern aus den Charttabellen bzw. Chartboxen sind in ebendiesen zu finden.
| Land/RegionAuszeichnungen für Musikverkäufe (Land/Region, Auszeichnungen, Verkäufe, Quellen) | Gold       | Platin       | Verkäufe  | Quellen          |
| -------------------------------------------------------------------------------------------- | ---------- | ------------ | --------- | ---------------- |
| Australien (ARIA)                                                                            | 9× Gold9   | 27× Platin27 | 1.095.000 | aria.com.au      |
| Neuseeland (RMNZ)                                                                            | Gold1      | —            | 7.500     | radioscope.co.nz |
| Insgesamt                                                                                    | 10× Gold10 | 27× Platin27 |           |                  |